# 프란츠베노 델롱게
프란츠베노 델롱게(독일어: Franz-Benno Delonge, 1957년 ~ 2007년 9월 2일)는 1957년 독일 뮌헨에서 태어난 보드 게임 디아니어이다. 주요 작품으로는 마닐라, 빅시티 등이 있다.

## 출시 게임
- 마닐라 (보드 게임)
- 빅시티 (보드 게임)
- 컨테이너 (보드 게임)